# Mohammad Ali Mojtahedi

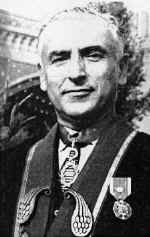
Mohammad Ali Mojtahedi

Mohammad Ali Mojtahedi Gilani (persisch محمدعلی مجتهدی Mohammad Ali Modschtahedi; * 23. September 1908 in Lāhidschān, Gilan, Iran; † 1. Juli 1997 in Nizza) war ein iranischer Universitätsprofessor und auf Lebenszeit ernannter Rektor des Alborz-Gymnasiums.

## Leben
Mojtahed studierte ab 1932 in Frankreich, wo er mit Promotion in Mathematik abschloss (Université Lille Nord de France, Universität Paris Sorbonne).
Mojtahed gründete die Technische Aryamehr-Universität, die heutige Scharif-Universität für Technologie, und war Dekan an der Polytechnischen Amirkabir-Universität.